# Studio Jan Kruis
Studio Jan Kruis is een groep tekenaars die deels het werk van Jan Kruis overgenomen had, toen hij met pensioen ging. In 1999 verkocht Jan Kruis de auteursrechten van de strip aan uitgeversconcern VNU, later Sanoma. Sindsdien zette een gaandeweg divers team de strip Jan, Jans en de kinderen voort. Later werd Sanoma Media overgenomen door het Belgische DPG. Sinds de opheffing van de fysieke studio werken nog slechts een drietal tekenaars aan de stripreeks. 
De Jan, Jans en de kinderen strip verschijnt wekelijks in het magazine Libelle en jaarlijks in albums. In 2010 verscheen een overzichtswerk van de studio in samenwerking met Els en Jan Kruis genaamd Jan, Jans en de kinderen 40 jaar in Libelle.